# Monima
Monima (en grec antic Μονίμη) (morta abans del 71 aC) fou una destacada dama grega filla de Filòpemen d'Estratonicea de Jònia (Plutarc diu que era de Milet) que va ser reina de Ponto entre els anys 88-71 aC i segona esposa de Mitridates VI Eupator.
Era filla de Filopoememe, considerat un dels ciutadans més influents de la ciutat de Milet, o de la de Estratonicea a Caria. Quan Mitridates VI va conquerir Estratonicea (88 aC) va quedar encantat de la noia per la seva bellesa i va oferir al seu pare una gran quantitat d’or per tal que es convertís en la seva concubina. Tot i els esforços de Mitridates i les seves ofertes de 15.000 monedes d’or, Monime va refusar totes les seves peticions durant un temps, fins que finalment va acceptar el casament a canvi de rebre el títol de reina.
Els textos descriuen com els escribes van preparar un contracte matrimonial i el rei va encarregar una tiara d’or i porpra, a la vegada que li atorgava més de deu palaus a Sinope, en els quals es va hostatjar. Es van casar l’any 88 aC i el pare de Monima a ser nomenat lloctinent a l'Efes.
Inicialment va exercir forta influència sobre el seu marit però aviat aquest efecte va minvar. Monima va quedar aïllada dels seus conciutadans grecs i, de fet, com a presonera de luxe i sotmesa als costums asiàtics. Quan Mitridates va haver d'abandonar els seus dominis i refugiar-se a Armènia (finals del 72 aC), Monima, que era a Farnàcia amb altres dones del rei (i germanes d'aquest) fou executada com totes les altres per evitar que caiguessin en mans dels romans.
La correspondència entre Monima i Mitridates, de caràcter llicenciós, va caure en mans de Gneu Pompeu quan va capturar la fortalesa de Caenon Phrourion.

## Ficció
Monime és un personatge de la tragèdia de cinc actes Mitridates, del dramaturg francès Jean Racine (1673). L’actriu Marie Champmeslé va interpretar-ne el paper.
És també un personatge de la novel·la de Steven Saylor Wrath of the Furies i de la de Colleen Mc.Collough Grass Crown, on es caracteritza per ser albina.